# 駒盆山
駒盆山，也稱盆駒山、宇馬薄哥山，為臺灣中央山脈核心段，中央山脈第二高峰馬博拉斯山（烏拉孟山）西北支稜尾端稍有起伏的山肩，設有標號1693的二等三角點，基點標高3,022公尺，名列台灣百岳第98、六肩稜之一，行政區劃屬於南投縣信義鄉東埔村，玉山國家公園北端園區內。廣義而言，自馬博拉斯山山頂（駒盆山登山口），往西北支稜漸次沿多層山麓階，層層陡降七百多公尺，包含途經的多座山峰，基點設在最遠最低一階山麓階的山肩，北側數十公尺附近的最高處海拔約為3,030公尺；基點東南方約一公里處的圓頂草原山頭為駒盆中峰，海拔約為3,110公尺；最高峰駒盆南峰在與馬博拉斯山之間的半途，離馬博拉斯山山頂西方略偏北約1.8公里，海拔3,438公尺，為一明顯段階。南峰與中峰皆未列於百岳，傳統登山步道亦未經過峰頂。駒盆山的西側到南側隔著郡大溪上游左股，西側與玉山山脈北段郡大山對望、西南側與觀高及其後的玉山群峰對望、南側與八通關山到秀姑巒山這段玉山山脈與中央山脈相連的稜線對望；北側隔著郡大溪上游最長源流右股哈伊拉羅溪與東郡山彙的無雙山對望。

## 語源
據鹿野忠雄記載，駒盆山的布農語：，意為「頭」、指「取下」，傳說有族人在這座山的山頂說雷神的壞話，雷神聽聞後憤而砍下他的頭，部落遂以此稱呼駒盆山。
山名漢字「駒盆山」與「盆駒山」來自日語轉譯布農語的漢字表記。一說由的訓讀「 uma」、的音讀「 bon」、的音讀「 ku」構組，衍生出「馬盆駒」一稱。另說由的訓讀「 koma」、的音讀「 bon」、的音讀「 ko」構組，形成「駒盆湖」之名。

## 登山
盆駒山是數百年前巒社群、郡社群布農族從台灣中西部往中央山脈東側與南台灣遷徙的重要中途點，當地原本是鄒族的領域:31，因受鄭軍攻侵、漢人侵墾、疫病肆虐而勢力衰退後，布農族遷入濁水溪流域郡大溪上游（無雙社），自烏拉孟山（馬博拉斯山）西北支稜（沙沙魯柏稜線）上登，經由盆駒山、烏拉孟山、馬霍拉斯山（秀姑巒山），越過中央山脈主脊，再由馬霍拉斯山東南支稜下降秀姑巒溪流域米亞桑溪與拉庫拉庫溪上游（太魯那斯、大分等社群，布農語：、或稱），後續陸續往花蓮、台東（新武路溪流域）、高雄（荖濃溪流域）等地遷徙。
原住民以外，盆駒山首次有明文記錄的登頂，是日治時由鹿野忠雄於1931年8月4日達成。1931年夏季，當時於東京帝大地理科就讀二年級的鹿野忠雄，來台灣高山連續登山兩個多月。起先在北部雪山山區登山三週，後來7月底轉往東埔單日往返郡大山，再循八通關越道路經由觀高，遇到連日暴雨天候惡劣耽擱，而北轉經由中之線警備道下到郡大溪溪底改往無雙駐在所。當地自1915年大分事件之後，後來在日警嚴密監控下，1928年又發生郡大社脫出事件，當時郡社群布農族的拉荷·阿雷、阿里曼·西肯兩兄弟在當地到玉山南側一帶進行長期抗日活動。在山區安全可能被威脅，8月4日鹿野與哈伊拉羅社配有雙倍彈藥的4名布農嚮導武裝護衛下，一同由無雙駐在所出發，循布農族傳統遷徙獵路，縱走秀姑巒山脈：循烏拉孟山（馬博拉斯山）西北支稜（沙沙魯柏稜線）上登，當天首次登頂盆駒山，後續再縱走烏拉孟山、馬霍拉斯山（秀姑巒山）、大水窟山，抵達八通關越道路的南駐在所。
戰後在郡大林道仍暢通的年代攀登盆駒山，車輛可行駛郡大林道到接近最末端73.8K處，再由盆駒南峰西腹輕鬆登上稜線往返。林道荒廢毀損之後，須先登上烏拉孟山山頂，再陡降西北支稜輕裝長程往返，全程極為費時耗力。前往馬博橫斷的登山行程，在過去馬博拉斯山屋尚無興建接水設施缺水時期，有隊伍經常藉由輕裝長程往返盆駒山之便，經過盆駒山中峰南側的最低鞍部，往東切下馬斯布爾溪取水，再背回馬博拉斯山屋。

### 山難
臺灣登山家吳季芸於2019年1月11日獨自從南投縣信義鄉東埔入山，規劃攀登八通關、盆駒山、無雙社等地點，原計畫1月24日沿郡大林道下山，但1月19日在駒盆山往無雙社路段摔落約30公尺深山谷中身亡。